# Leucadendron meridianum
Leucadendron meridianum és una espècie d'angiosperma de la família de les proteàcies (Proteaceae) endèmica de Sud-àfrica.

## Característiques
És un arbust densament ramificat, d'una sola tija que pot arribar fins als 2 metres d'alçada. Les fulles són estretes, en forma de pala de textura sedosa i sense pèls, d'uns 40mm de llarg. Les fulles involucrals són aquelles que envoltes els cons florals i acostumen a ser més llargues i de color groc. Els caps florals fan uns 12 mm de diàmetre i són lleugerament perfumats. La floració és de juliol a l'agost. Es distribueixen en sòls de pedra calcària a les planes de la regió de l'Agulhas, a Sud-àfrica.

## Reproducció
Com totes les espècies de Leucadendron, és dioica, és a dir, les flors masculines i femenines són produïdes en plantes separades. Les flors estan disposades en caps densos a les puntes de les branques. Les fulles que envolten els caps de les flors es coneixen com a fulles involucrals les quals no canvien de color mentre l'arbre està en flor.
Els arbres masculins són més cridaners, les seves flors són més prolífiques, més vistoses, les seves fulles són d'un brillant més argentat i les flors són caps grocs lluents i rodons.
En els arbres femenins sembla que costa més trobar-ne les flors, ja que les fulles involucrals amaguen les flors i no són tan brillants. A més les flors semblen que es troben més amunt i costa arribar-hi des de baix. L'època de floració és del setembre a l'octubre.